# 이브닝 가운

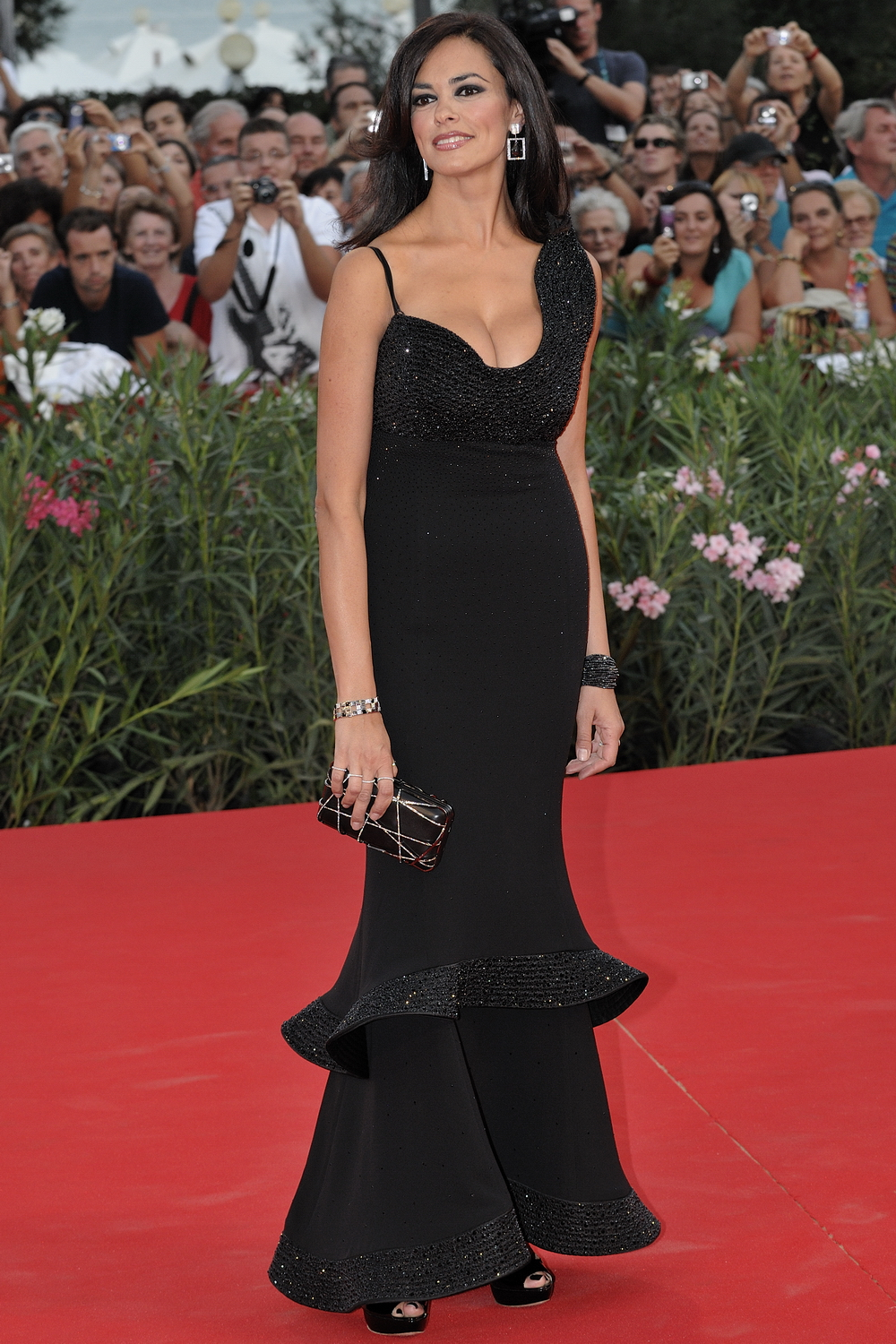
베네치아 영화제에서 검은색 이브닝 가운을 입은 배우 마리아 그라치아 쿠치노타.

이브닝 가운(Evening Gown) 혹은 이브닝 드레스(Evening Dress)는 여성들이 일반적으로 격식적인 자리에서 입는 긴 기장의 드레스이다. 다양한 기장이 존재하며, 보통 시폰, 벨벳, 오간자, 실크 등 고급 섬유로 만들어진다.
남성 의류의 블랙 타이나 화이트 타이에 대응되는 여성 의류이다.

## 같이 보기
- 칵테일 드레스